# Resistencia del Estado Somalí
La Resistencia del Estado Somalí (somalí: Muqaawamada Gobolka Soomaalida), es un grupo rebelde activo en la Región Somalí de Etiopía que se unió al Frente Unido de Fuerzas Federalistas y Confederalistas de Etiopía en 2021 durante la Guerra de Tigray. La Resistencia del Estado somalí surgió como una entidad prominente en 2021 bajo el liderazgo de Mahamud Ugas Muhumed, quien alineó al grupo con el Frente de Liberación Popular de Tigray (TPLF) y otros ocho frentes durante el conflicto de Tigray en curso. La Resistencia del Estado somalí ha declarado su voluntad de usar tanto la fuerza como la negociación para lograr objetivos. El grupo emitió una declaración a la población de la región somalí el 3 de diciembre de 2021.

## Historia
En 2021, el grupo conocido como Resistencia del Estado Somalí, que tiene orígenes desconocidos, se unió al Frente Unido de Fuerzas Federalistas y Confederalistas de Etiopía (UFEFCF) contra el gobierno etíope durante la guerra de Tigray y el conflicto civil etíope en curso.